# Marco Antonio
Marco Antonio  (Roma, 14 de enero de 83 a. C.-Alejandría, 1 de agosto de 30 a. C.) fue un militar y político romano de la época final de la República, conocido también como Marco Antonio el Triunviro.Jugó un papel fundamental en la transformación de la República romana de una república constitucional al autocrático Imperio romano.
Fue familiar y un importante colaborador de Julio César durante la guerra de las Galias y la segunda guerra civil. Fue nombrado administrador de Italia y la gobernó con escaso acierto durante la ausencia de César en 47 a. C., mientras este eliminaba a sus oponentes políticos en Grecia, el norte de África y España, y fue postergado hasta su nombramiento como magister equitum y cónsul, junto con el propio dictador, para el año 44 a. C., cuando se produciría su asesinato. Tras este suceso, Marco Antonio pactó hábilmente con los proclamados libertadores, que serían amnistiados a cambio de confirmar los acta Caesaris, es decir, la legislación promulgada y los magistrados nombrados por Julio César. Convertido así en el hombre fuerte de la República, se hizo con el tesoro y los papeles de César y casi de inmediato lanzó al pueblo romano contra los asesinos del dictador, buscando monopolizar el poder. Sin embargo, su intento chocó con la llegada del ambicioso hijo adoptivo de César, Octavio. Al acabar el año 44 a. C., se dirigió a la Galia Cisalpina para hacerse cargo de su gobierno, que el cónsul Bruto se negó a entregarle. El Senado declaró a Antonio enemigo público y encargó su eliminación a Octaviano. Derrotado en la guerra de Módena, pudo rehacer sus posiciones y recibió ayuda de otro importante cesariano, Lépido. Finalmente, ambos pactaron con Octaviano el llamado Segundo Triunvirato (43 a. C.) contra la facción senatorial, lo que llevó a su entrada en Roma, seguida de una terrible proscripción y de una nueva guerra civil, en esta ocasión contra los asesinos de César, finalmente derrotados en la doble batalla de Filipos, en 42 a. C.
Tras la victoria, Antonio recibió el control de las provincias orientales del Imperio, entró en relaciones con la reina Cleopatra VII de Egipto y combatió a los partos.  La guerra de Perusa alteró la paz entre los triunviros y, aunque se renovó el pacto en 37 a. C., Antonio fue desentendiéndose cada vez más de los asuntos de Roma, centrándose en sus campañas contra Partia y Armenia, mientras Octavio se concentraba en derrotar a Sexto Pompeyo. Rota al fin la alianza en 33 a. C. y, apartado Lépido de la escena, las disensiones entre Octavio y Marco Antonio se trocaron en abierta guerra civil en el año 31 a. C. Marco Antonio, aliado con la reina Cleopatra VII de Egipto, fue finalmente derrotado en la batalla naval de Actium, en 31 a. C.  De regreso a Alejandría, fue incapaz de hacer frente a las fuerzas del futuro Augusto, suicidándose apenas un año después de su derrota.
Muerto Antonio, Octavio se convirtió en el amo indiscutible del mundo romano. En el 27 a. C., Octavio recibió el título de Augusto, lo que marcó la etapa final de la transformación de la República romana en un imperio, con él mismo como primer emperador romano.

## Juventud

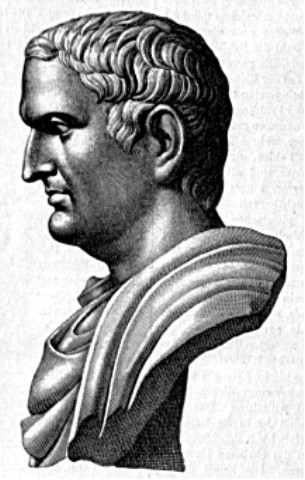
Dibujo de un busto de Marco Antonio.

Perteneciente a la rama plebeya de familia de los Antonios (gens Antonia), Marco Antonio nació en Roma en torno al año 83 a. C. Su padre fue su tocayo Marco Antonio Crético (Marcus Antonius Creticus), hijo a su vez del orador Marco Antonio el Orador (Marcus Antonius Orator), asesinado por los partidarios de Cayo Mario en 87 a. C.
Marco Antonio descendía de los Julios César por el lado materno, pues era hijo de Julia, hermana del consular Lucio Julio César. Su padre murió a una temprana edad, dejando a Marco Antonio, junto con sus hermanos Lucio y Cayo, al cuidado de su madre, quien se casó después con Publio Cornelio Léntulo Sura, un político acusado de estar involucrado en la conjura de Catilina (63 a. C.). Por este motivo Cicerón ordenó su ejecución, lo que originó la enemistad entre Antonio y el célebre orador.
Los primeros años de la vida de Marco Antonio se caracterizaron por la falta de una adecuada orientación paterna. De acuerdo con historiadores como Plutarco, pasó sus años de adolescencia vagando por Roma con sus hermanos y amigos. Juntos se embarcaron en una clase de vida rebelde y despreocupada, frecuentando casas de apuestas, dándose a la bebida y viéndose involucrados en escándalos amorosos. Plutarco menciona el rumor de que antes de cumplir los veinte años de edad Antonio ya estaba endeudado y debía unos doscientos cincuenta talentos (seis millones de sestercios), que había asumido su amigo Escribonio Curión. Asimismo, hacia el año 59 a. C. entró en contacto con el círculo del polémico Publio Clodio Pulcro y sus bandas callejeras.
Después de este periodo de imprudencias, Antonio huyó a Grecia hacia el año 58 a. C. para escapar de sus acreedores. Tras un breve periodo invertido en asistir a las clases de los filósofos en Atenas, donde aprendió retórica como solían hacer otros jóvenes nobles romanos de su época, fue convocado por Aulo Gabinio, procónsul de Siria, para participar en la campaña contra Aristóbulo de Judea, en la que se le concedió su primera distinción militar por ser el primero en asaltar una fortificación judía. Posteriormente participó en la campaña militar de Gabinio en 55 a. C. para restablecer en el trono de Egipto a Ptolomeo Auletes, demostrando su talento como prefecto ecuestre (comandante de la caballería), destacando por su valentía y coraje en la toma de Pelusio. Fue en esta ocasión cuando conoció Egipto, Alejandría y a la princesa Cleopatra.

## La guerra de las Galias y la guerra civil
La influencia de Clodio y de Curión acercaron a Marco Antonio al partido de Julio César, rival de Pompeyo y del Senado romano. En el año 54 a. C. Marco Antonio entró a formar parte del mando del ejército de Julio César en las Galias; probó de nuevo su competente liderazgo militar en la guerra de las Galias y destacó en el doble asedio de Alesia, aunque su personalidad provocaba conflictos continuamente, donde quiera que fuese; César mismo llegó a decir que su conducta le hacía irritar frecuentemente.
Sin embargo, la influencia de César le valió los cargos de cuestor (52 a. C.), augur (50 a. C.), cargo que ocuparía hasta su muerte, y tribuno de la plebe (49 a. C.), y siempre apoyó la causa de su protector con gran energía. Cuando los dos mandatos proconsulares de César expiraron (al cabo de 10 años), el general quiso retornar a Roma para las elecciones consulares. Pero la facción conservadora del Senado romano, liderada por Pompeyo, exigió a César que renunciara previamente a su proconsulado y a la dirección de su ejército antes de obtener el permiso para solicitar su reelección en el consulado. César no podía permitir esto, ya que pretendía continuar las acciones que iniciara en su mandato de procónsul; además, en ese caso, pasaría a ser (entre el final de su proconsulado y su segundo consulado) un simple ciudadano (privatus), lo cual podría dejarle a merced de los optimates (entre ellos Pompeyo) que querían traducirle en justicia.
César, a través de Antonio, sugirió entonces que todos los comandantes que compartían el mismo imperium entregaran el mando (Pompeyo y él), pero la idea fue rechazada, y cuando Antonio recurrió a las amenazas y a sembrar el descontento, fue finalmente expulsado del Senado. De esta forma, Antonio huyó de Roma, uniéndose a César, que había dejado su ejército acampado a orillas del Rubicón, el arroyo que marcaba el límite meridional de su autoridad proconsular. Se desvanecían todas las esperanzas de hallar una solución pacífica tras la expulsión de Antonio del Senado. Con la ofensa a su dignidad y con el ataque a la inviolabilidad de Antonio como tribuno de la plebe, César justificó su decisión de cruzar el río y la marcha de su ejército hacia Roma, comenzando así la segunda guerra civil. Durante esta contienda, Antonio fue el segundo al mando de César; en todas las batallas contra los pompeyanos, Antonio dirigió el ala izquierda del ejército, prueba evidente de la confianza de César en él.

### La dictadura de César
Con César como dictador, Antonio fue nombrado magister equitum, siendo la mano derecha del dictador y permaneciendo como administrador de Italia (47 a. C.), mientras César luchaba contra los últimos pompeyanos, quienes se habían refugiado en África. Pero las habilidades de Antonio como administrador fueron un pobre reflejo de las que poseía como general, aferrándose a la oportunidad de satisfacer sus más extravagantes excesos (como la compañía de la actriz liberta Cytheris), que quedaron reflejados por Cicerón en sus Philippicae, catorce discursos (que hayan subsistido, pues hay indicios de que fueron escritos al menos diecisiete) pronunciados en su mayoría por Cicerón entre el 2 de septiembre del año 44 y el 21 de abril del 43, contra todos los aspectos de las ambiciones políticas y la misma catadura moral de Antonio, algo que le valió probablemente a Cicerón, pese a sus esfuerzos por esconderse, el ser asesinado por parte de sus sicarios. Ciertamente, la segunda, que nunca fue pronunciada, es una obra maestra de la invectiva. En el año 46 a. C. Antonio se ofendió cuando César le insistió en que pagara las propiedades de Pompeyo que Antonio había simulado comprar, ya que en verdad se había apropiado simplemente de ellas. Los problemas pronto surgieron y, como en otras ocasiones anteriores, Antonio recurrió de nuevo a la violencia: cientos de ciudadanos fueron asesinados, mientras la ciudad de Roma caía en un estado de anarquía. César mostró su gran disgusto por todo este asunto, y relevó a Antonio de todas sus responsabilidades políticas. Ambos dejaron de verse durante dos años, si bien el distanciamiento no fue muy continuado: Antonio se reunió con el dictador en Narbona (45 a. C.), rechazando la propuesta de Trebonio para que se uniera a la conspiración que ya estaba en marcha. La reconciliación definitiva llegó en 44 a. C., cuando Antonio fue elegido colega de César durante el quinto consulado del dictador, como parte del incipiente plan de César para conquistar el Imperio parto, dejando en Roma al nuevo y leal cónsul.
Cualesquiera que fuesen los problemas surgidos entre ellos, Antonio permaneció fiel a César en todo momento. En febrero de 44 a. C., durante las fiestas lupercales (15 de febrero), Antonio ofreció públicamente una diadema a César. Este hecho poseía un significado preciso: la diadema era el símbolo propio de un rey, y César, al rechazarla, demostraba, una vez más, que no estaba interesado en asumir el título de Rey.

### El asesinato de César
En los idus de marzo (15 de marzo) de ese mismo año, César fue asesinado por un grupo de senadores, liderados por Cayo Casio Longino y Marco Junio Bruto, mientras Antonio era entretenido en la habitación contigua. Bruto rechazó la sugerencia de Casio para acabar también con la vida de Antonio, alegando que su objetivo había sido librarse de César, mientras que acabar con un magistrado electo legítimamente significaría un varapalo para la causa republicana.
En el consiguiente alboroto, Antonio escapó de la ciudad vestido como un esclavo, temiendo que el asesinato de César fuera el inicio de un baño de sangre contra todos sus partidarios. Cuando comprobó que esto no sucedía, regresó a Roma y concertó una tregua con la facción de los asesinos. En ese momento Antonio, como cónsul restante nombrado para ese año, simuló perseguir la paz y el final de la tensión política, a la vez que trataba de afianzarse como jefe del partido cesariano por encima de Lépido, cuyas tropas ocuparon el Foro el 16 de marzo. Tras un discurso de Cicerón pronunciado ante el Senado, reunido en el templo de Tellus a iniciativa de Antonio el día 17 de marzo, se concedió una amnistía a todos los conjurados, a la vez que se aprobaba un funeral en honor de César.
El día 20 de marzo aconteció el funeral de César, en el cual Antonio, como su fiel segundo en el mando, compañero, colega consular y pariente, fue el lógico elegido para recitar la elegía del funeral. Durante su discurso enumeró las gestas de César y las concesiones en su testamento en favor del pueblo romano, para acabar vertiendo sus acusaciones respecto al asesinato de César, afirmando así su distanciamiento con los conjurados. Mostrando un gran talento para la retórica y la interpretación dramática, Antonio asió la toga del cuerpo de César para mostrar a la muchedumbre las marcas de sus veintitrés heridas. De esta forma, esa misma noche el pueblo romano atacó las casas de los conjurados, que se vieron obligados a huir para salvar sus vidas y lamentaron no haber acabado con el cónsul.
La posición de Antonio se vio fortalecida hasta tal punto que Calpurnia, la viuda de César, llegó a hacerle entrega de los documentos personales de César y a confiarle la custodia de sus bienes, valorados en cuatro mil talentos. También consiguió el apoyo de los veteranos de César tras viajar a Campania, donde habían sido asentados en premio a su lealtad tras las campañas cesarianas, y animarlos a defender la obra de César frente a sus enemigos. Rodeado así de una guardia de veteranos, Antonio obligó al Senado a entregarle la provincia de la Galia Cisalpina, que era en ese momento administrada por Décimo Junio Bruto Albino, uno de los conspiradores. Pretendía de esta forma trasladar las legiones allí establecidas hacia Macedonia para preparar un ataque contra el Imperio parto. Bruto rehusó entregar la provincia, por lo que Antonio se dispuso a atacarle en octubre de 44 a. C.o

## Octavio

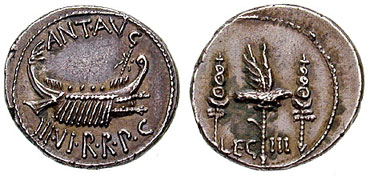
Denario emitido por Marco Antonio para pagar a sus legiones. En el reverso, el emblema de su Tercera Legión.

La muerte de César había dejado un gran vacío en la vida política de Roma. La República estaba agonizando, y de nuevo otra guerra civil había comenzado. Fue entonces cuando Cayo Octavio Turino, sobrino-nieto y a la vez hijo adoptivo de César, llegó en marzo a Brundisium desde Iliria, reclamando la herencia de su padre adoptivo, que consistía en tres cuartas partes de los bienes de César, según estipulaba en su último testamento. Tras rechazar los consejos de su madre y su padrastro Marcio Filipo para que rechazara la adopción y la herencia, Octavio obtuvo el apoyo del Senado romano y de Cicerón, a la vez que las tropas veteranas del dictador se reunieron en torno a su bandera. Octavio se mostraba así muy dispuesto a luchar por el poder con los otros principales aspirantes: Lépido y el propio Antonio.
Tras un primer encuentro amistoso con Antonio a finales de abril de 44 a. C. en Roma, en el cual Octavio le reprochó no haber perseguido a los conjurados, las desavenencias surgieron pronto cuando Octavio trató de atraerse a los veteranos campanienses. Antonio, quien se hallaba en Brundisium desde octubre para hacerse cargo de las legiones procedentes de Macedonia necesarias para atacar la Galia Cisalpina, comprendió el interés de su rival por desacreditarlo ante las tropas, y regresó a Roma con una legión gala, pero Octavio se le había adelantado, marchando hacia la Cisalpina con dos legiones.

### La guerra de Módena

La guerra de Módena en el 44-43 a. C.:
Marco Antonio
Augusto
Décimo Junio Bruto Albino
Cayo Vibio Pansa

Cuando Antonio se dispuso a tomar el mando de la Cisalpina, Bruto se negó a entregársela, refugiándose en Mutina, ciudad que Antonio comenzó a sitiar. El Senado no tardó en aprobar la conducta de Bruto, y Antonio fue declarado hostis rei publicae. Octavio, en calidad de propretor, llegó con los cónsules Aulo Hircio y Cayo Vibio Pansa en ayuda de los sitiados y derrotó a Antonio en Forum Gallum y en Mutina (abril de 43 a. C.). No obstante, la muerte de ambos cónsules en la batalla aumentó el recelo del Senado hacia Octavio, quien, irritado ante la negativa del Senado para concederle un triunfo y con el compromiso con Décimo Bruto para que mandase las tropas por encima de él, entró en Roma con ocho legiones bajo su mando y obligó al Senado a otorgarle el consulado (19 de agosto). Consiguió la promulgación de una lex curiata que confirmó la adopción que hiciera César, pasando Octavio a llamarse Cayo Julio César Octaviano. Entre tanto, Décimo Bruto huyó en pos de Marco Bruto hacia Macedonia al comprender que no figuraba en los planes de Octaviano, pero fue asesinado durante el viaje. Por su parte, Antonio escapó a la Galia Cisalpina, realizó un intercambio con Lépido y marchó hacia Roma con una gran fuerza de infantería y caballería.

### El surgimiento del Segundo Triunvirato
Ante el avance del ejército de Antonio, Octaviano traicionó finalmente al partido senatorial, consciente de que los asesinos de César esperaban en Macedonia una guerra en Italia para abalanzarse sobre el exhausto vencedor, por lo que llegó a un acuerdo con Antonio y Lépido. Los tres caudillos se encontraron en Bononia el 11 de noviembre de 43 a. C., adoptando el título de Triumviri rei publicae constituendae  como gobernantes colegiados y aliados con potestad consular. La Galia Cisalpina fue adjudicada a Antonio, Hispania y la Galia Narbonense a Lépido, y África, Cerdeña y Sicilia, a Octaviano.
Los triunviros obtuvieron reconocimiento oficial mediante la Lex Titia, aprobada por la Asamblea el 23 de noviembre de 43 a. C., la cual otorgaba virtualmente todos los poderes a los triunviros durante un periodo de cinco años. Para fortalecer la alianza, Octaviano se casó con Clodia, la hijastra de Antonio. Necesitados de fondos para sufragar la guerra contra los conjurados, los triunviros comenzaron entonces a perseguir a la facción de los asesinos de César, que habían huido hacia el Este, así como a ejecutar a los partidarios de la conjura que aún permanecían en Roma; desencadenaron una ola de terror en la ciudad el 1 de enero del año 42 a. C.: proscripciones, confiscaciones y ejecuciones se convirtieron en la norma general de aquellos días, siendo asesinados incluso algunos de los más nobles ciudadanos. Unos dos mil caballeros y ciento sesenta senadores fueron ejecutados, siendo Cicerón la víctima más destacada en esta vorágine, pese al apoyo brindado a Octaviano, quien consintió su ejecución tras ser capturado al tratar de escapar. Antonio y su esposa Fulvia no perdonaron las acusaciones pasadas de Cicerón, vengándose con su cuerpo: sus manos y cabeza fueron expuestas en las Rostra, con su lengua atravesada por las horquillas doradas de Fulvia. Finalmente, tras la doble batalla de Filipos (libradas el 3 y el 23 de octubre de 42 a. C.) y el suicidio de Casio y Bruto, los partidos senatorial y republicano fueron aniquilados: nadie más debía desafiar el poder del Triunvirato.

### El reparto del mundo romano y la guerra de Perusa
Con el panorama militar y político aclarado, los triunviros dividieron el mundo romano entre ellos. Lépido tomó el control de las provincias occidentales, mientras Octaviano permaneció en Italia con la responsabilidad de asentar a los veteranos de guerra y proporcionarles tierras, una tarea fundamental ya que la lealtad de las legiones pasaba por cumplir este compromiso. Marco Antonio se dirigió a las provincias orientales, para pacificar otra revuelta acaecida en Judea, y con la idea de atacar al imperio parto, un plan ideado previamente por César. Durante su viaje a Oriente, se encontró con la reina Cleopatra VII de Egipto en Tarsos (41 a. C.), tras lo cual ambos se convirtieron en amantes (en el año 40 a. C. nacieron sus hijos mellizos Cleopatra Selene II y Alejandro Helios). Antonio pasó el invierno de ese año en su compañía, en Alejandría.
Mientras tanto, en Italia la situación no estaba resuelta del todo. La administración de Octaviano no era satisfactoria, con el riesgo que existía de producirse una revuelta. Por otro lado, Octaviano se divorció de Clodia, la hijastra de Antonio, dándole la curiosa excusa de que le resultaba molesta. La cabecilla de la revuelta en ciernes fue Fulvia, la esposa de Antonio, una mujer que figura en la Historia como de tempestuoso carácter y de gran ambición política. Temiendo por la posición política de su marido y disgustada por el tratamiento recibido por su hija, fue ayudada por su cuñado Lucio Antonio para reclutar ocho legiones con su propio patrimonio. Su ejército invadió Roma, llegando a ser un verdadero problema para Octaviano. Sin embargo, en el invierno de 41-40 a. C., Fulvia fue sitiada en Perusia y hubo de rendirse por hambre. Fue entonces exiliada a Sición, en Grecia, donde enfermó y murió aguardando la vuelta de Antonio.

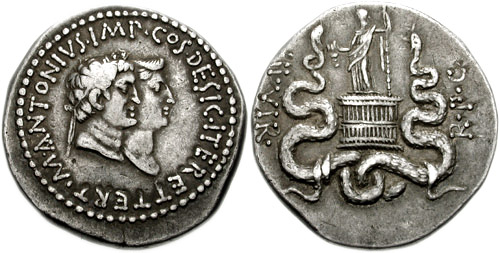
Marco Antonio y Octavia en el anverso de una tetradracma acuñada en Éfeso en el 39 a. C.

La muerte de Fulvia fue providencial, ya que la nueva reconciliación entre los triunviros fue en gran parte cimentada en el matrimonio de Antonio con Octavia, la hermana de Octaviano, en octubre de 40 a. C. Antonio se vio obligado a arreglar sus conflictos con Octaviano casándose con ella. Octavia era una hermosa e inteligente mujer que había enviudado recientemente y tenía tres niños de su primera unión. El mundo romano fue nuevamente dividido: se asignó esta vez África a Lépido, las provincias occidentales a Octaviano, y el Oriente a Antonio. Este pacto, conocido como el Tratado de Brundisium, reforzó el triunvirato, y permitió a Antonio empezar a preparar su tan ansiada campaña contra los partos.

### Marco Antonio y Cleopatra: El tratado de Tarento y la campaña parta
Con este objetivo militar en mente, Antonio navegó hacia Grecia con su nueva esposa, donde allí se comportó de la manera más extravagante, asumiendo los atributos del dios Dioniso (39 a. C.). Pero la rebelión en Sicilia de Sexto Pompeyo, hijo de Pompeyo y último defensor de la causa de su padre, hizo que el ejército prometido a Antonio en su campaña oriental tuviera que permanecer en Italia. Con sus planes de nuevo frustrados, Antonio y Octaviano se distanciaron de nuevo. Esta vez fue necesaria la ayuda de Octavia para firmar un nuevo tratado en Tarentum (38 a. C.), por el cual el triunvirato fue renovado de nuevo por un periodo de cinco años (finalizando así en 33 a. C.), volviendo a prometer Octaviano el envío de nuevas legiones a Oriente.
Pero Antonio era escéptico en cuanto al apoyo de Octaviano en su campaña parta, de manera que, dejando a Octavia en Atenas, embarazada de su segunda hija (Antonia Menor), navegó hacia Alejandría. Allí se reunió con su antigua amante Cleopatra, madre de sus dos hijos mellizos, quien le prestó el dinero necesario para reunir un ejército con el que emprender la campaña parta.
Tras reunir un importante ejército, que se calcula compuesto por unos cien mil combatientes, incluyendo sesenta mil legionarios, diez mil jinetes, principalmente hispanos y galos, y de treinta a treinta y un mil auxiliares aportados por reyes orientales aliados, Marco Antonio llevó a cabo el plan de ataque, que consistía en invadir el territorio parto, no directamente a través de Mesopotamia, sino internándose en Armenia siguiendo el Éufrates y pasando por Arzen, para someterla y contar así con la obligada ayuda del rey armenio Artavasdes, quien le dio siete mil infantes y seis mil catafractos y arqueros a caballo. Su ejército incluía una mayor caballería para impedir sufrir el destino de Craso. Sin embargo, Antonio cometió el error de no dejar guarniciones en el territorio armenio, ante lo cual Artavasdes cambió de bando cuando Antonio se dirigió a la capital de la Media Atropatene, Fraaspa (la actual Takht-i Suleiman). Fraates IV de Partia movilizó cincuenta mil combatientes para resistir la invasión, cuarenta mil de ellos a caballo (los poderosos arcos partos eran capaces de penetrar escudos y armaduras). Los jinetes partos hostigaron las líneas de abastecimiento de Antonio, dejándole sin suministros y medios de asalto para las fortalezas que había de conquistar. Ante esta situación, Antonio decidió regresar a Siria siguiendo el río Aras a través de Armenia en pleno invierno, retirada que fue honrosamente cubierta por los honderos y los veteranos de su ejército, y que sufrieron muchas bajas por ello. En total Antonio perdió unos treinta mil hombres, la cuarta parte de todo su ejército, muchos de ellos veteranos difíciles de reemplazar. Cuatro mil de sus bajas eran jinetes.

#### La ruptura de los triunviros
Mientras tanto, en Roma, el triunvirato estaba a punto de llegar a su fin. Lépido fue obligado a renunciar al cargo tras una maniobra política desafortunada, y Octaviano, solo ahora en el poder en Roma, se ocupó de poner a la tradicional aristocracia romana de su parte, contrayendo matrimonio con Livia.
Ante la petición de Antonio (recurriendo al tratado de Tarento) para que le suministrara veteranos de las legiones establecidas en la Galia tras las importantes bajas sufridas en la campaña parta, Octaviano vio por fin la oportunidad de dejar a su rival político en una difícil situación: accedió a devolverle la mitad de la flota que había precisado para vencer a los piratas de Sexto Pompeyo (una flota inútil para la campaña parta), y le envió tan solo dos mil veteranos, junto con Octavia. Al ver el escaso contingente enviado por Octaviano, Antonio comprendió que sus intenciones pasaban por iniciar un nuevo conflicto civil, por lo que aceptó las escasas tropas recibidas y repudió a su esposa, enviándola de vuelta a Roma.
De esta forma, Octaviano obtuvo la excusa que buscaba y que había provocado, y empezó a acusar a Antonio para así alejarlo cada vez más del poder político, argumentando que Antonio era un hombre de moral baja, y que había abandonado a su fiel esposa y a sus hijos para estar con la promiscua reina de Egipto. Entre todas estas acusaciones, quizás la más grave a los ojos del pueblo fuera la de que Antonio se alejaba de las costumbres romanas y se inclinaba hacia los gustos orientales, un grave crimen para el orgulloso pueblo romano.

#### La campaña armenia y las donaciones de Alejandría
En Oriente, y de nuevo con dinero egipcio, Antonio invadió Armenia en represalia por la deslealtad de Artavasdes; esta vez la campaña resultó victoriosa, ya que Antonio capturó al rey armenio y se adueñó de parte de su reino. A su regreso a Alejandría, realizó una parodia de triunfo por las calles alejandrinas, que se consideró una burla de la más importante celebración militar romana. Al final de este evento, la población entera de la ciudad fue convocada para escuchar una importante declaración política: rodeado por Cleopatra y sus hijos, Antonio proclamó que declaraba disuelta su alianza con Octaviano, a la vez que distribuía varios territorios entre sus hijos. Alejandro Helios fue nombrado rey de Armenia y de Partia (aún por conquistar), su melliza Cleopatra Selene obtuvo Cirenaica y Libia, y al joven Ptolomeo Filadelfo se le adjudicó Siria y Cilicia. En cuanto a Cleopatra, fue nombrada Reina de Reyes y Reina de Egipto y Chipre, gobernando junto a Cesarión (Ptolomeo César, hijo de Cleopatra y de César) como corregente y subordinado a su madre, y que fue también nombrado Rey de Reyes y Rey de Egipto, a la vez que se le anunciaba como el hijo y heredero legítimo de César. Estas proclamaciones fueron conocidas como las Donaciones de Alejandría, y fueron la causa de la ruptura definitiva en las relaciones de Antonio con Roma.
Para Octaviano, el hecho de que Antonio distribuyera territorios entre sus propios descendientes (aunque fueran insignificantes o no conquistados aún) no había sido una maniobra que pudiera considerar precisamente como pacífica, pero lo que más le inquietaba era el hecho de que Cesarión hubiera sido anunciado como el hijo legítimo de César y su heredero. El poder de Octaviano descansaba fundamentalmente en el hecho de ser considerado como el heredero de César por adopción, lo cual le garantizaba el necesario apoyo del pueblo romano y la lealtad de las legiones. El hecho de que su ventajosa posición al frente de Roma fuera puesta en peligro por un simple niño engendrado por la mujer más rica del mundo era algo que Octaviano no podía permitir. De esta forma, cuando el triunvirato expiró el último día del año 33 a. C., no fue renovado. Otra guerra civil estaba a punto de producirse.

#### El enfrentamiento definitivo
Entre el 33 al 32 a. C. se desató una auténtica guerra propagandística en la arena política de Roma, con acusaciones lanzadas entre ambos bandos. Desde Egipto, Antonio anunció su divorcio de Octavia, acusando a su hermano de advenedizo, de usurpador del poder político y de falsificar los documentos de adopción de Julio César. Octaviano replicó con cargos de traición contra Antonio: controlar ilegalmente provincias que deberían haber sido asignadas a otros cargos como dictaba la tradición romana, e iniciar guerras contra otras naciones (Partia y Armenia) sin el permiso del Senado. Antonio fue también señalado como responsable de la ejecución de Sexto Pompeyo, que había sido capturado el año 35 a. C. en Mileto, en la zona de influencia de Antonio, y ejecutado sin juicio pese a ser ciudadano romano. Finalmente, Octaviano logró hacerse con el testamento de Antonio, guardado por las vestales, en el cual se ratificaban los temores de Octaviano tal como los presentó ante el pueblo, haciendo ver que Antonio quería reinar junto con Cleopatra en los territorios orientales romanos a toda costa, constituyendo una grave amenaza para el Estado romano. De esta forma, en el año 32 a. C. el Senado despojó a Antonio de sus poderes y declaró la guerra a Cleopatra.
La guerra dio comienzo finalmente en el 31 a. C. El hábil Marco Vipsanio Agripa, leal comandante a las órdenes de Octaviano, consiguió tomar la importante ciudad y puerto griego de Metone, fiel a Antonio, asegurándose así un importante puerto en el Peloponeso que amenazara las intenciones de Antonio por controlar la importante Vía Egnatia. La gran popularidad de Octaviano y sus legiones causó la defección de Cirenaica y Grecia hacia su bando. Finalmente, tras una serie de operaciones terrestres, Octaviano bloqueó a Antonio y le obligó a entablar combate en el mar. El 2 de septiembre se libró la batalla naval de Actium, en la cual la flota de Antonio y Cleopatra fue vencida por la de Octaviano, retirándose ambos con sus navíos restantes de vuelta a Alejandría.
Octaviano, ahora ya próximo a obtener el poder absoluto, no tenía intención de dejarle un momento de paz, y a finales de julio del año 30 a. C., asistido por Agripa, invadió Egipto. Sin otro lugar donde poder refugiarse, Antonio trató inútilmente de hacer frente a la invasión con sus once legiones, que desertaron el día 1 de agosto tras un día de resistencia tan solo. Obligado por las circunstancias, y en la creencia de que Cleopatra se había suicidado previamente, Antonio optó por el suicidio, arrojándose sobre su propia espada, aunque sería llevado aún con vida ante su amante, muriendo en sus brazos. Pocos días más tarde, ante la deshonra que suponía desfilar encadenada en el triunfo de Octaviano, Cleopatra se suicidó, según la tradición, mediante la muerte ritual por mordedura de áspid.

### Legado
Con la muerte de Antonio, Octaviano se convirtió en el gobernante incuestionable de Roma, y nadie más se atrevió a alzarse en su contra. En los años siguientes Octaviano, conocido como César Augusto desde el año 27 a. C., procedió a acumular en su persona todos los cargos administrativos, políticos y militares. Cuando Augusto murió en el año 14 d. C., todos sus poderes políticos pasaron a su hijo adoptivo, Tiberio, comenzando así el Principado romano.
El ascenso de César y la subsiguiente guerra civil entre sus dos partidarios más poderosos acabó eficazmente con la credibilidad en la oligarquía romana como forma de gobierno, y afirmó el hecho de que todas las futuras disputas por el poder se centrarían más sobre dos (o pocos más) individuos que lograrían el control supremo del gobierno, que sobre un individuo en conflicto con el Senado. De este modo, Antonio, como partidario clave de César y como uno de los dos hombres sobre los cuales el poder recayó tras el asesinato de César, fue uno de los tres hombres directamente responsables del final de la República romana.

## Cronología de la vida de Marco Antonio
- 83 a. C. - Marco Antonio nace en Roma
- 54 a. C.-50 a. C. - Lucha a las órdenes de Cayo Julio César en la Guerra de las Galias
- 49 a. C. - Asciende a tribuno de la plebe[15]
- 48 a. C. - Sirve como magister equitum de César
- 47 a. C. - Desastrosa administración de Italia: exilio político
- 44 a. C. - Primer consulado con César; asesinato de César
- 43 a. C. - Guerra de Módena - formación del Segundo Triunvirato con Octaviano y Lépido
- 42 a. C. - Derrota de los asesinos de César en la batalla de Filipos; viajes de Marco Antonio por Oriente
- 41 a. C. - Primer encuentro con Cleopatra
- 40 a. C. - Regreso a Roma; boda con Octavia; tratado de Brundisium
- 38 a. C. - Tratado de Tarentum: renovación del triunvirato por cinco años más
- 36 a. C. - Campaña desastrosa contra los partos
- 35 a. C. - Conquista de Armenia
- 34 a. C. - Donaciones de Alejandría
- 33 a. C. - Fin del Segundo Triunvirato
- 32 a. C. - Intercambio de acusaciones entre Octaviano y Marco Antonio
- 31 a. C. - Derrota ante Octaviano en la batalla de Actium
- 30 a. C. - Marco Antonio y Cleopatra se suicidan

## Semblanza del Triunviro
Al decir de Plutarco:

... tenía la barba poblada, la frente espaciosa, la nariz aguileña, de modo que su aspecto en lo varonil parecía tener cierta semejanza con los retratos de Hércules pintados y esculpidos (...) procuraba él mismo acreditarlo con su modo de vestir, porque cuando había de mostrarse en público llevaba la túnica ceñida por las caderas, tomaba una grande espada y se cubría de un saco de los más groseros. Aún las cosas que chocaban en los demás, su aire jactancioso, sus bufonadas, el beber ante todo el mundo, sentarse en público a tomar un bocado con cualquiera y comer el rancho militar, no se puede decir cuánto contribuían a ganarle el amor y afición del soldado. Hasta para los amores tenía gracia, y era otro de los medios de que sacaba partido, terciando en los amores de sus amigos y contestando festivamente a los que se chanceaban con él acerca de los suyos. Su liberalidad y el no dar con mano encogida o escasa para socorrer a los soldados y a sus amigos fue en él un eficaz principio para el poder, y después de adquirido le sirvió en gran manera para aumentarlo, a pesar de los millares de faltas que hubieran debido echarlo por tierra (...) con sus distracciones no
cuidaba de dar oídos a los que sufrían injusticias, trataba mal a los que iban a hablarle, y no corrían buenas voces en cuanto a abstenerse de las mujeres ajenas (...) cometió mayores violencias según el mayor poder que tenía...

## Matrimonios y descendencia
Marco Antonio se casó al menos cinco veces:
- Matrimonio con Fadia.— Hija del liberto Quinto Fadio.[17]
- Matrimonio con Antonia (prima carnal), hija de Cayo Antonio Híbrida; de acuerdo a Plutarco, Antonio expulsó a su prima fuera de su casa por ser la amante de su amigo, el tribuno Publio Cornelio Dolabela. Sin embargo, no es conocido si se divorciaron o ella murió, antes del siguiente matrimonio de Antonio con Fulvia.
  - Antonia, prometida con Marco Emilio Lépido el Joven; aunque según Theodor Mommsen, terminaría siendo la esposa de Pitodoro de Trales.[18][19]
- Matrimonio con Fulvia:
  - Marco Antonio Antilo, ejecutado por Octaviano en 30 a. C.
  - Julo Antonio, casado con Claudia Marcela la Mayor, hija de Octavia.
- Matrimonio con Octavia:
  - Antonia la Mayor, casada con Lucio Domicio Enobarbo.
  - Antonia la Menor, casada con Claudio Druso Nerón, hijo de Livia (esposa de Augusto).
- Hijos con Cleopatra:
  - Los mellizos Alejandro Helios (Sol) y Cleopatra Selene (Luna), casada con Juba II de Numidia.
  - Ptolomeo Filadelfo.